# Special Operations Executive

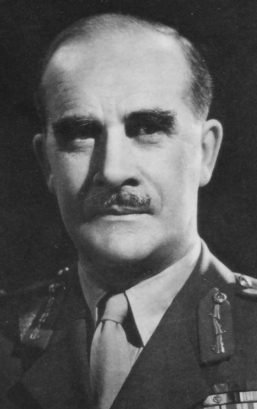
Major-general Colin McVean Gubbins, diretor da SOE de setembro de 1943 a 1946

A Executiva de Operações Especiais (Special Operations Executive, SOE), por vezes referida como "Baker Street Irregulars", foi uma organização britânica durante o período da Segunda Guerra Mundial. Foi oficialmente criada pelo primeiro-ministro Winston Churchill e pelo Ministro da Economia de Guerra Hugh Dalton, em 22 de julho de 1940. Sua missão era encorajar e facilitar a espionagem e a sabotagem atrás das linhas inimigas, e servir como núcleo das Unidades Auxiliares, um movimento de resistência contra a possível invasão do Reino Unido pela Alemanha Nazista. Também era conhecida como "Secret Churchill's Army".
A SOE controlou ou empregou diretamente um pouco mais de 13 mil pessoas, e apoiou ou forneceu cerca de um milhão de agentes de campo em todo o mundo.

## História

### Origens
A organização foi formada a partir da fusão de três já existentes serviços secretos. Imediatamente após a Alemanha anexar a  Áustria em março de 1938 (movimento conhecido como Anschluss), o Secret Intelligence Service (SIS, também conhecido como MI6) formou um grupo conhecido como ponto D, sob a direção do Major Lawrence Grande, para investigar o uso de sabotagem, propaganda e outros meios irregulares para enfraquecer o inimigo (Alemanha Nazista). No outono do mesmo ano, o Escritório de  Guerra criou um departamento para pesquisa e desenvolvimento de  formas de resistência (guerrilhas). Foi conhecido inicialmente como GS (R), chefiada pelo major J. C. Holanda, e foi renomeado como MI R no início de 1939. Também foi criado, pelo Ministério de Relações Exteriores, uma organização de propaganda conhecida como Departamento EH, dirigida pelo magnata canadense Sir Campbell Stuart.
Antes da eclosão da guerra, estes três departamentos trabalharam com poucos recursos, havendo muita especulação sobre o trabalho dos departamentos MI R e seção D e os mesmos copiaram trabalhos de outras pessoas. De outro lado, a seção D e o MI R compartilhavam informações. Seus diretores eram ambos oficiais da Ordem dos Engenheiros Reais e se conheciam. Eles concordaram em dividir seus trabalhos e atividades; o MI R pesquisava operações que poderiam ser realizadas por tropas regulares, enquanto a seção D tratava verdadeiramente do trabalho de espionagem em território inimigo.
Durante os primeiros meses da guerra, embora situada no Hotel Metropole, a Seção D tentou, sem sucesso, sabotar as entregas de materiais estratégicos e suprimentos vitais para a Alemanha a partir de países neutros, pela mineração do Portão de Ferro sobre o Rio Danúbio. Já o MI R produziu panfletos e manuais técnicos para os líderes de guerrilhas. Esse departamento também esteve envolvido na formação de "companhias independentes", que viria a tornar-se o Commandos britânicos; e as unidades auxiliares, que ficaria encarregado de apoiar grupos de resistência, que atuaria no caso de uma invasão da Grã-Bretanha pelo Eixo, como parecia possível nos primeiros anos da guerra.

### Formação
Em 13 de junho de 1940, por iniciativa do recém-nomeado primeiro-ministro Winston Churchill, Maurice Hankey convenceu a Seção D e o MI R que suas operações deviam ser coordenadas. Em 1 de Julho, o gabinete do governo formou uma organização única de sabotagem. Em 16 de Julho, Hugh Dalton, o Ministro da Economia de Guerra, foi nomeado para assumir a responsabilidade política da nova organização, que foi formalmente criado em 22 de Julho. Dalton usou o Exército Republicano Irlandês (IRA) durante a guerra de Independência da Irlanda como um modelo para a organização.
O diretor da organização era normalmente referido pela sigla "CD". O primeiro diretor a ser nomeado foi Frank Nelson, um ex-chefe de uma empresa de comércio da Índia.

### Desenvolvimento
Em agosto de 1941, após discussões entre o Ministério da Economia de Guerra e do Ministério da Informação sobre as respectivas responsabilidades, o departamento de propaganda (que tinha sido rebatizada SO1) foi removido do SOE e tornou-se uma organização independente, a Political Warfare Executive.
Dalton foi substituído como ministro da economia de guerra por Roundell Palmer, 3 º Conde de Selborne, em fevereiro de 1942. Selborne, por sua vez, substituiu Nelson, que tinha sofrido problemas de saúde como resultado de seu trabalho árduo, com Charles Hambro, chefe da firma bancária "Hambro's Bank". Hambro tinha sido um amigo íntimo de Churchill, antes da guerra, e recebeu a Military Cross por seus esforços na Primeira Guerra Mundial.
Selborne e Hambro cooperaram estreitamente até agosto de 1943,  levantaram questões sobre a permanência do SOE como um corpo separado ou coordenar suas operações com as do Exército britânico em vários teatros de guerra. Hambro considerou que esta perda de controle poderia causar uma série de problemas para o SOE no futuro. Ao mesmo tempo, Hambro falhou em passar informações vitais  para Selborne. Ele foi demitido do cargo de diretor, e tornou-se chefe de uma comissão de compra de matérias-primas em Washington, DC, que foi envolvida na troca de informações nucleares. 
Como parte do vínculo entre o chefe da General Imperial Staff e da SOE, o substituto de Hambro como Diretor, em setembro de 1943, foi ex-diretor-adjunto, o general Colin Gubbins. Gubbins tinha uma vasta experiência de comando e operações clandestinas e tinha desempenhado um importante papel nas operações iniciais da MI R. Ele também colocou em prática muitas das lições que ele aprendeu com o IRA durante a guerra de independência irlandesa. 
O SOE foi apoiado pelo "Combined Operations Headquarters" durante os anos da guerra, geralmente sobre questões técnicas como o equipamento desenvolvido pelo SOE foi prontamente aprovado pelas tropas do exército. Este apoio foi perdido quando o Vice-Almirante Louis Mountbatten deixou o Combined Operations, embora por esta altura o SOE não dependia dos recursos do Combined Operations Headquarters.
As relações do SOE com o Ministério das Relações Exteriores e com o SIS, que era controlada pelo Ministério das Relações Exteriores, eram geralmente mais difíceis. Onde o SIS tinha condições preferenciais em que se podia reunir a inteligência através de pessoas influentes ou autoridades, o SOE turbulava essas condições e muitas vezes apoiava organizações como o comunismo em vários países. Em um estágio, o SIS ativamente impediu tentativas do SOE para infiltrar agentes na França ocupada durante a Segunda Guerra Mundial. 
As atividades do SOE em territórios inimigos ocupados também trouxe um conflito com o Ministério das Relações Exteriores em várias ocasiões, como quando vários governos no exílio protestaram contra as operações que ocorreram sem seu conhecimento ou aprovação, o que por vezes resultou na represália dos nazistas contra as populações civis. O SOE, no entanto, geralmente aderidos à regra respondiam: "Não agimos sem a aprovação do Foreign Office".